# Томас-Рифмач (баллада)
«Томас-Рифмач» (англ. Thomas Rymer; Child 37, Roud 219) — шотландская народная баллада. Была записана собирателями фольклора в нескольких схожих между собой вариантах в конце XVIII — начале XIX веков. Вальтер Скотт свою версию, помещённую в «Песни шотландской границы», взял из рукописи некоей дамы, живущей вблизи Эрселдуна — заявленной родины героя баллады (ныне — местечко Эрлстон в Берикшире). Фрэнсис Джеймс Чайлд в своём собрании приводит пять её вариантов.

## Сюжет
Томас-Рифмач отдыхает у речки и вдруг видит всадницу небывалой красоты на белоснежном скакуне. Он принимает её за Деву Марию и опускается на колени, но та открывает ему, что она — королева Эльфландии. Она предлагает Томасу поцеловать её, при этом предостерегая о последствиях. Рифмач целует королеву и теперь должен служить ей в её зачарованной стране. Он садится позади своей спутницы на белого коня, и они отправляются в путь. Прибыв на развилку трёх дорог, эльфийская леди рассказывает Томасу, куда они ведут. Тернистый и узкий путь ведёт к правде, широкая и прямая дорога — ко злу. Третий, извилистый и заросший папоротниками путь ведёт в страну эльфов. Королева предупреждает рифмача, что в её стране тот не должен произносить ни слова, если не хочет остаться там навечно. На дальнейшем пути они пересекают подземную реку, по которой течёт вся на свете кровь, которая проливается. По прибытии в зелёный сад королева даёт Тому яблоко, съев которое, он становится вынужден говорить только правду. Баллада заканчивается сообщением о том, что Томас-Рифмач провёл в волшебной стране семь лет.
Мотив человеческого пребывания в королевстве фей или эльфов встречается, например, в балладе «Молодой Тэмлейн» (англ. Tam Lin, Child 39). Такой же сюжет, как в балладе, присутствует в написанном в XV веке в Англии рыцарском романе Thomas of Ersseldoune. По мотивам «Томаса-Рифмача» Джон Китс создал балладу La Belle Dame Sans Merci, а Вальтер Скотт написал подражание — свою балладу с таким же названием.

## Русский перевод
На русский язык перевод баллады осуществил в 1915—1916 годах Самуил Яковлевич Маршак, впервые опубликовав его в журнале «Огонёк» (№ 4 за 1958 год). Следующее по времени издание содержало небольшие исправления.